# Instância (ciência da computação)
Em programação orientada a objetos, chama-se instância de uma classe, um objeto cujo comportamento e estado são definidos pela classe. O uso da palavra "Instância" pode ter sido inspirado no inglês; tal palavra significa "caso" ou "exemplo" em inglês, instance, e é igualmente usada da mesma forma.  A palavra inglesa origina-se, contudo, do francês instance, que vem do latim instantia (origem direta da palavra instância no português), mesma palavra que também deu origem, por exemplo, à palavra instante'.' Portanto, considerar tal termo um anglicismo depende da interpretação deste fenômeno lingüístico.
As instâncias de uma classe compartilham o mesmo conjunto de atributos, embora sejam diferentes quanto ao conteúdo desses atributos. Por exemplo, a classe "Empregado" descreve os atributos comuns a todas as instâncias da classe "Empregado". Os objetos dessa classe podem ser semelhantes, mas variam em atributos tais como "nome" e "salário". A descrição da classe contém os itens correspondentes a esses atributos e define as operações ou ações relevantes para a classe, tais como "aumento de salário" ou "mudança do número de telefone". Pode-se então falar sobre uma instância com o nome "Joana Coelho" e outra com o nome "Maria José".
Instância é a concretização de uma classe. Em termos intuitivos, uma classe é como um "molde" que gera instâncias de um certo tipo; um objeto é algo que existe fisicamente e que foi "moldado" na classe.
Assim, em programação orientada a objetos, a palavra "instanciar" significa criar.  Um objeto pode variar de diversas maneiras. Cada variação realizada desse objeto é uma instância de sua classe. Cada vez que um processo é executado, é uma instância de alguns programas. Ou seja, é um membro de uma determinada classe que especificou valores em vez de variáveis. Em um contexto que não seja de programação, você pode pensar em "cachorro" como um tipo e seu cão específico como uma instância dessa classe. Quando falamos em "instanciar um objeto", criamos fisicamente uma representação concreta da classe. Por exemplo: "animal" é uma classe ou um molde; "cachorro" é uma instância de "animal" e apesar de carregar todas as características do molde de "animal", é completamente independente de outras instâncias de "animal". Exemplo em C#:
```
// Classe

class
 
Animal

{

   
// Atributo

   
protected
 
string
 
especie
;

   
// Construtor

   
public
 
Animal
(
string
 
especie
)

   
{

      
this
.
especie
 
=
 
especie
;

   
}

   
// Execução

   
static
 
void
 
Main
(
string
[]
 
args
)

   
{

      
// Instâncias

      
Animal
 
cachorro
 
=
 
new
 
Animal
(
"Canis lupus familiaris"
);

      
Animal
 
gato
 
=
 
new
 
Animal
(
"Felis catus"
);

      
Animal
 
lobo
 
=
 
new
 
Animal
(
"Canis lupus"
);

   
}

}

```